# NGC 4696A
NGC 4696A is een balkspiraalstelsel in het sterrenbeeld Centaur. Het hemelobject werd op 7 mei 1826 ontdekt door de Schotse astronoom James Dunlop.

## Synoniemen
- ESO 322-77
- MCG -7-26-43
- DCL 197
- IRAS 12441-4113
- PGC 43120